# همسفر با هرودوت
هم‌سفر با هرودوت کتابی ناداستان به قلم ریشارد کاپوشچینسکی، خبرنگار لهستانی، است که ابتدا در سال ۲۰۰۴ منتشر شد. کاپوشچینسکی در این اثر مجموعه‌ای از تجربیات خود از تحولات و اتفاقات سرتاسر دنیا را با گزیده‌هایی از کتاب تواریخ هرودوت در هم آمیخته‌است. تواریخ همدم او در این سفرهای دور و دراز است و راهنمایش در درگیری‌هایی که در دنیای امروز وجود دارد (مثلاً اختلاف همیشگی شرق و غرب یا مباحثه بر سر اینکه آیا واقعاً بسیاری از آداب و رسوم اروپا از آفریقا آمده‌اند).
کاپوشچینسکی در هم‌سفر با هرودوت از سفرهایش به بسیاری از کشورها از جمله مصر و لیبی و هند و چین و ایران می‌نویسد و سعی می‌کند با کمک کتاب تواریخ هرودوت از اتفاقات این کشورها رمزگشایی کند.

## نظرات منتقدان
تام بیسل، منتقد نیویورک تایمز، ضمن ستایش کتاب هم‌سفر با هرودوت می‌نویسد «وقتی به آخرین صفحهٔ این کتاب می‌رسید، تازه می‌فهمید دنیا پس از مرگ کاپوشچینسکی چقدر جای کوچک‌تر و بی‌روح‌تری است». سارا ویلر، منتقد گاردین، می‌نویسد «کتاب‌های پیشین کاپوشچینسکی، به‌خصوص سایهٔ خورشید، استعداد او را در توصیفات نشان داد. هم‌سفر با هرودوت نیز خوانندگان را ناامید نمی‌کند».